# 高侃
高侃（？—？），名又作偘，沧州（渤海郡）蓚（今河北景县东）人，唐朝高宗时期的将领。

## 生平
永徽元年（650年），担任右骁卫郎将，生擒突厥车鼻可汗。后任北庭安抚使，乾封年间，时任营州都督的高侃随李勣攻灭高句丽，升任左监门大将军。
咸亨元年（670年），高句丽酋长钳牟岑乘吐蕃侵唐之机起兵反唐，拥立高藏的外孙安舜为国王。唐高宗任命高侃为安东都护、东州道行军总管，与右领军卫大将军李谨行率军讨伐。不久，安舜杀死钳牟岑，投奔新罗。咸亨二年（671年）七月初一，高侃率军在安市城大破钳牟岑残余。咸亨三年（672年）十二月，高侃于白水山再败钳牟岑余部与新罗援军，俘两千人。新罗大阿飡曉川，沙飡義文、山世，阿飡能申、豆善，一吉湌安那含、良臣阵亡。 
高侃陪葬乾陵。有三子：高崇德、高崇礼、高崇文，高崇文之子即诗人高适。高固的高祖。